# Poirots problem
Poirots problem är en novellsamling skriven av Agatha Christie och först publicerad i Storbritannien i september 1974. I USA publicerades boken med titeln Hercule Poirots Early Cases.
I samlingen kartlägger Christie några av fallen från Hercule Poirots tidiga karriär, innan han blev internationellt känd som detektiv. Alla berättelser hade först publicerats i tidskrifter mellan 1923 och 1935.

## Skillnader mellan engelska och svenska upplagan
Den engelska originalupplagan Poirot's Early Cases bestod av 18 noveller medan den svenska versionen av endast 13. De återstående fem novellerna har publicerats enligt nedan:
- The Submarine Plans var en tidig version av den mycket längre berättelsen The Incredible Theft som ingick i samlingen Murder in the Mews (1937). På svenska fick den titeln Ett hot mot rikets säkerhet när den ingick i Christie-antologin En bra kväll för mord (1989).
- The Third Floor Flat fick heta Tredje våningen i En bra kväll för mord.
- Wasp's Nest fick titeln Getingboet i En bra kväll för mord.
- Problem at Sea blev Problem till sjöss i Åklagarens vittne och andra noveller.
- How Does Your Garden Grow? ändrades till Trädgårdskonst i En bra kväll för mord

## Handlingar

### Mordet på maskeradbalen
Kommissarie Japp ber Poirot att hjälpa Scotland Yard i de märkliga händelserna som ägde rum på en nyligen utklädd Segerbal. En grupp på sex personer, ledda av den unge viscount Cronshaw, deltog alla klädda i Commedia dell'arte-dräkter. Lord Cronshaw var Harlekin, hans farbror Eustace Beltane var Pulcinella. I rollerna som Pierrot och Pierrette återfanns mr och mrs Christopher Davidson och slutligen var miss "Coco" Courtenay, en skådespelerska som ryktades vara förlovad med Lord Cronshaw, Colombina. Under balen blev Cronshaw huggen genom hjärtat med en bordskniv. Morgonen därpå hittades Coco Courtenay död i sin säng av en överdos kokain.
Poirot drar slutsatsen att eftersom rigor mortis hade inträtt när Cronshaws kropp upptäcktes måste den person som sågs i Harlekin-dräkten inte långt innan kroppen hittades ha varit en av de andra. Poirot avslöjar att den styrka med vilken kniven stacks in i Cronshaw tyder på att en man var ansvarig för brottet. Han identifierar mördaren som Christopher Davidson, som Cronshaw var på väg att avslöja som Cocos drogleverantör. Davidson dödade Cronshaw, gömde kroppen bakom ett draperi och tog sedan med sig Coco hem och gav henne tillräckligt med kokain för att döda henne. Han återvände till balen, tog av sig sin Pierrot-dräkt för att blotta en Harlequin-dräkt under, och utgav sig för att vara Cronshaw för att skingra misstankarna.

### Kokerskans äventyr
Poirot får besök av en mrs Todd från Clapham, som insisterar på att han ska undersöka försvinnandet av hennes kokerska Eliza Dunn. Två dagar tidigare hade Eliza plötsligt lämnat sitt jobb utan att säga upp sig. Hon har inte kommunicerat med mrs Todd sedan dess, förutom att hon skickade efter sin koffert samma dag. Mr och mrs Todd har tagit emot en inneboende vid namn Simpson, som arbetar på en bank från vilken en försvunnen kontorist vid namn Davis misstänks för att ha stulit 50 000 pund i värdepapper.
Poirot låter sin sekreterare miss Lemon sätta in annonser i de lokala tidningarna som uppmanar Eliza Dunn att svara. Det gör hon och Poirot besöker henne i en stuga som hon nyligen ärvt. Hon förklarar varför hon till synes försvann. Hon berättar för Poirot om hur hon fick besök av en advokat som berättade för henne att hon hade ärvt stugan i Carlisle och en inkomst på 300 pund per år, beroende på att hon omedelbart antog erbjudandet och lämnade hushållstjänsten. Hon accepterade erbjudandet och lämnade sitt jobb samma dag för att ta tåget norrut, och fick sedan sina tillhörigheter ett par dagar senare, fast inslagna i papperspaket istället för inpackade i sin gamla koffert.
Poirot kommer fram till att Simpson hade stulit värdepapperen och mördat Davis med avsikt att dölja sitt brott. Förklädd till advokat kokade Simpson ihop arvet som ett knep för att få Eliza ur vägen och använda hennes koffert för att frakta Davis kropp ut ur området och förlitade sig på dess oansenliga utseende för att undvika granskning. Han försökte fly från England men greps snart när han försökte gå ombord på en oceanångare på väg till Venezuela, och Davis kropp hittades i bagageutrymmet, i ett förråd på en järnvägsstation i Glasgow.

### Mysteriet i Cornwall
Poirot får besök av en mrs Pengelley, en medelålders kvinna som är rädd att hon håller på att bli förgiftad av sin man som är tandläkare. Hon har inga bevis, bara att hon lider av magsmärtor (diagnostiserad som gastrit av hennes läkare) efter att ha ätit när de båda är hemma, men inte när han är borta på helgerna. Dessutom är en förmodat oanvänd flaska ogräsmedel halvtom. Poirot och Hastings reser till Cornwall nästa dag och blir chockade när de upptäcker att mrs Pengelley dött en halvtimme tidigare. Poirot intervjuar mrs Pengelleys brorsdotter Freda Stanton, samt Jacob Radnor, en ung man som hade umgåtts med Freda. De två är förlovade men mrs Pengelley utvecklade en förälskelse i Radnor, vilket resulterade i ett gräl mellan henne och Freda som fick Freda att flytta ut.
En tid senare grävs Pengelleys kropp upp och visar sig innehålla höga halter av arsenik och hennes man arresteras och anklagas för mordet på henne. Efter att ha närvarat vid häktningsförhandlingen träffar Poirot Radnor och presenterar en mordbekännelse som han ska skriva under. Poirot antar att Radnor hade för avsikt att ta kontroll över familjens pengar genom att vinna båda kvinnornas förtroende, gifta sig med Freda, döda mrs Pengelley och sätta dit hennes make för brottet. Han lurar Radnor att tro att polisen har honom under uppsikt och lovar att vänta en dag innan han lämnar över erkännandet och låter dem spåra upp honom. Radnor undertecknar dokumentet och skyndar iväg. Poirot erkänner sedan för Hastings att han inte hade några bevis för mannens skuld och att han bara kunde fastställa den genom bedrägeri.

### Den kidnappade pojken
Poirot kallas in för att utreda kidnappningen av treårige Johnnie Waverly, son till Marcus Waverly, från hans hem Waverly Court i Surrey. Före kidnappningen fick familjen anonyma brev som hotade att ta pojken om inte 25 000 pund betalades. Polisen visade föga intresse förrän det sista brevet där det stod att pojken skulle kidnappas klockan tolv nästa dag. Den dagen blev mrs Waverly lindrigt förgiftad och en lapp lämnades på mr Waverlys kudde där det stod: "Klockan tolv". Förfärad över att någon inne i huset är inblandad, avskedar mr Waverly all personal utom hans mångårige butler Tredwell och miss Collins, hans frus betrodda sekreterare-sällskapsdam.
Poirot och Hastings reser till Waverly Court, där de får reda på att det finns ett prästgömma i närheten av det rum där Johnnie senast sågs. Efter att ha undersökt golvet och frågat ut både Tredwell och miss Collins, drar Poirot slutsatsen att Waverly arrangerade kidnappningen med hjälp av Tredwell och en bundsförvant i avsikt att få pengar från sin rika men sparsamma fru. Mr Waverly utnyttjade en distraktion för att gömma Johnnie i prästgömman, sedan tog han ut honom senare och körde bort honom från området. Han erkänner planen och avslöjar att Johnnie är i säkerhet hemma hos sin före detta sköterska och Poirot lovar att inte avslöja sanningen för mrs Waverly så länge pojken återlämnas inom 24 timmar.

### De två ledtrådarna
Poirot kallas in av Marcus Hardman, en samlare av olika antika föremål, för att undersöka en juvelstöld. Stölden skedde från hans kassaskåp när han höll en liten tebjudning i sitt hus. Han visade sina gäster sin samling av medeltida juveler och upptäckte senare att kassaskåpet hade blivit genomsökt och föremålen beslagtagna. Fyra av hans gäster hade möjlighet att ta emot föremålen – Mr Johnston, en sydafrikansk miljonär som just anlänt till London; Grevinnan Vera Rossakoff, flykting från den ryska revolutionen; Bernard Parker, en ung och feminin agent för Mr Hardman, och Lady Runcorn, en medelålders societetsdam vars moster är kleptoman. Poirot undersöker brottsplatsen och hittar en manshandske som håller kassaskåpet öppet och ett cigarettetui med initialerna "BP". Parker förnekar att något av föremålen är hans, men Poirot matchar handsken med en som slarvigt slängts ner i hans hem. Senare får Poirot besök av grevinnan Rossakoff, som är upprörd över att Parker har blivit misstänkt.
Nästa dag besöker Poirot Hardman och avslöjar tjuven som grevinnan Rossakoff. Han berättar för Hastings att det var den dubbla ledtråden om handsken och fodralet som gjorde honom misstänksam. Bara en av ledtrådarna var äkta och den andra var medvetet planterad som ett villospår. Eftersom cigarettetuiet inte var Parkers, måste det ha varit den verkliga ledtråden. Fodralet tillhörde grevinnan vars initialer – VR – är ВР på kyrilliska. Grevinnan återlämnar juvelerna och lämnar London, men Poirot berättar inte för polisen om stölden.

### Klöver kung
Poirot får besök av prins Paul av Maurania, som vill gifta sig med dansösen Valerie Saintclair, som för närvarande är misstänkt för mordet på Henry Reedburn, teaterns impressario. Reedburn var förälskad i Valerie även om hans känslor inte var besvarade. Prins Paul och Valerie träffade en klärvoajant veckan innan, som vände fram klöver kungen i sin kortlek och sa att en man hotade att fara för henne. Prinsen är rädd att Valerie tolkade detta som Reedburn och attackerade honom. Poirot och Hastings besöker brottsplatsen och Oglanders hus. Valerie berättar att Reedburn bar på en hemlighet och hotade henne, men att hon inte dödade honom. Hon gick hem till honom i förväg och vädjade till honom när en man klädd som en luffare attackerade honom bakom det förhängda skrymslet. Hon flydde från huset mot familjen Oglanders hem där hon avbröt familjens bridgespel, och har återhämtat sig där sedan dess.
När Poirot återvänder till salongen märker han att klöver kung saknas på korten på bridgebordet. Efter ytterligare undersökningar återvänder han till familjen Oglanders hus för att försäkra mrs Oglander om att polisen inte kommer att få reda på vad som hänt. Han drar slutsatsen att de fyra familjemedlemmarna (föräldrar, son, dotter) satte upp bridgespelet för att ge sig själva ett alibi, men lämnade ett kort i lådan av misstag. En manlig familjemedlem hade följt med Valerie under hennes besök i Reedburn, av misstag dödat honom och flyttat kroppen, och sedan burit hem Valerie efter att hon svimmat. Poirot kommer fram till att sonen är den mer sannolika gärningsmannen på grund av den fysiska styrka som krävs för dessa handlingar. Poirot förklarar för Hastings att Valerie är familjen Oglanders främmande dotter, efter att ha lagt märke till likheter mellan hennes utseende och deras. Trots sprickan i förhållandet vände hon sig till dem när hon behövde det. Hennes berättelse om luffaren kommer att stå kvar och hon är fri att gifta sig med prins Paul.

### Släktförbannelsen
Poirot och Hastings träffar kapten Vincent Lemesurier och hans farbror Hugo som är kemist. Kusin Roger berättar om en förbannelse som plågat familjen sedan medeltiden, där ingen förstfödd son har levt för att ärva familjens egendom. Poirot och Hastings får nästa dag veta att Vincent har begått självmord genom att hoppa från sitt tåg under resan hem. Under de närmaste åren dör alla andra potentiella arvingar under olika omständigheter, vilket gör att Hugo får ärva kvarlåtenskapen. Poirot får besök av Hugos unga fru, en amerikanska som inte tror på förbannelsen. Hon oroar sig för sin åttaårige son Ronald, som har undkommit döden tre gånger under de senaste månaderna. Poirot och Hastings reser till hemmet i Northumberland och förnyar bekantskapen med Hugo, som tror att Ronald är dömd till undergång och att parets yngre son Gerald kommer att ärva. Poirot noterar ett av Ronalds missöden, där han föll när han klättrade nerför en murgröna, som avsiktligt hade huggits av.
En rapport kommer in om att Ronald blivit stucken av ett bi, vilket väcker Poirots oro. Han och Hastings vakar i Ronalds rum den natten. När en figur smyger sig in och försöker förgifta Ronald med en injektion övermannar de två männen honom och upptäcker att han är Hugo. Han hade iscensatt de andra familjemedlemmarnas död för att ärva godset och efter att ha blivit galen försökte han upprätthålla legenden om förbannelsen genom att döda Ronald; "Sticket" var faktiskt ett lugnande medel. Han placeras på ett mentalsjukhus och Ronald ärver godset vid hans död. Poirot funderar dock på att Ronald kanske inte är Hugos biologiska son, och noterar att hans hårfärg matchar Hugos sekreterares, och att förbannelsen fortfarande kan leva vidare.

### Den försvunna gruvan
Poirot utreder mordet på Wu Ling, en agent för Burma Mines Ltd. Gruvans läge gick förlorat. Den enda ledtråden till dess läge finns i gamla papper. Wu Ling gick med på att förhandla om en försäljning av papperen och reste till England för att slutföra transaktionen. Pearson skulle möta Wu Ling vid tåget i Southampton, men Wu dök inte upp. Polisen kontaktades och nästa kväll hittades Wu Lings kropp flytande i Themsen. Poirot intervjuar en ung banktjänsteman vid namn Charles Lester, som ringde efter Wu Ling på hans hotell samma morgon som försvinnandet ägde rum. Mr Lester berättade en historia om hur han hade mötts av Wus betjänt, som tog dem i en taxi till Limehouse där Lester blev nervös och klev ur taxin innan de nådde sin destination. Lesters historia avslöjas som en lögn och han arresteras, men dokumenten om gruvan hittas inte.
Poirot hittar papperen – Pearson har dem. Han hade träffat Wu Ling i Southampton och tagit honom direkt till Limehouse, där Wu Ling dödades. När Pearson fick höra om Lesters inbjudan att besöka hotellet från Wu Ling själv, gav han den unge mannen skulden för mordet. Pearson arresteras och Poirot blir delägare i en burmesisk gruva.

### Plymouth-expressen
En ung sjöofficer på Plymouthexpressen hittar en död kvinnokropp under ett säte i en vagn. Kvinnan identifieras som mrs Rupert Carrington, född Flossie Halliday, dotter till Gordon Halliday, en australiensisk gruvmagnat som ber Poirot att ta sig an fallet. Poirot och Hastings besöker Halliday på Park Lane. Senast sågs hans dotter på väg till en fest i West Country, bärandes på sina juveler. Hon reste med tåg från Paddington Station och bytte i Bristol mot tåget till Plymouth. Hennes hembiträde Jane Mason reste med henne i en tredjeklassvagn. Poirot gissar att kniven som användes för att döda mrs Carrington har hittats vid sidan av spåret och att en tidningspojke som talade med mrs Carrington har intervjuats. Japp bekräftar att det är precis vad som har hänt. Japp berättar för Poirot att en av juvelerna har pantsatts av en känd tjuv vid namn Red Narky, som vanligtvis arbetar med en kvinna som heter Gracie Kidd. Poirot och Hastings återvänder till Hallidays hus, där Poirot hittar kläder som liknar de som mrs Carrington bar när hon mördades. Det avslöjas att Mason är Gracie Kidd. Hon och Red Narky mördade troligen mrs Carrington före Bristol. Gracie åkte tåget förbi Bristol klädd i liknande kläder som den nu döda kvinnan och köpte två saker av en tidningspojke, vilket drog uppmärksamheten till sig på många sätt.

### Chokladasken
Poirot berättar om ett tillfälle då han misslyckades med att lösa ett brott på grund av ett misstag i sitt eget resonemang flera år tidigare när han var polisdetektiv i Bryssel. Paul Déroulard, en fransk parlamentsledamot som bodde i Bryssel, hade dött av hjärtsvikt. Mademoiselle Virginie Mesnard, en kusin till hans avlidna fru, ber Poirot att undersöka saken. I arbetsrummet där dödsfallet inträffade får Poirot syn på en öppen men full och orörd chokladask. Paul åt lite choklad varje kväll efter middagen och åt upp en ask samma kväll som han dog. Poirot ber en tjänare att komma med den tomma lådan och märker att de två locken, ett blått och ett rosa, har bytts ut. Poirot får reda på att John Wilson, en vän till Paul som hade besökt honom den kvällen, nyligen hade fått ett recept på tabletter med trinitrin (nitroglycerin) i choklad. Trots att Wilson hade möjlighet att döda Paul genom att stoppa dessa tabletter i hans choklad, kan Poirot inte se något motiv. Han upptäcker att Wilson hade behövt tabletterna eftersom de han hade tagit med sig hemifrån hade försvunnit, och hittar senare en tom flaska hemma hos M. de Saint Alard, en besökare som Paul hade haft en hetsig diskussion med.
Poirot drar slutsatsen att M. de Saint Alard använde Wilsons tabletter för att förgifta Paul. Men när han anmäler till Pauls mor erkänner hon själv brottet. Hon hade sett sin son knuffa sin hustru nerför trappan till hennes död flera år tidigare, men visste att hennes dåliga syn skulle göra henne till ett opålitligt vittne i rättegången. För att hämnas dödsfallet stal hon tabletterna, förgiftade den sista chokladen i Pauls ask och stoppade flaskan i mr de Saint Alards ficka när han gick, i väntan på att hans betjänt skulle hitta den och kasta ut den. Men hon öppnade först den fulla lådan av misstag och bytte sedan lock eftersom hon inte kunde se de olika färgerna. Poirot avslutar sin undersökning, och Madame Déroulard dör en vecka senare av sina krämpor.

### The Submarine Plans
Poirot kallas hem till Lord Alloway, chef för försvarsdepartementet och en potentiell framtida premiärminister. När han anländer med Hastings blir han presenterad av deras värd för sin gäst amiral Sir Harry Weardale, den förste sjölorden, tillsammans med sin fru och son Leonard. De hemliga ritningarna till den nya ubåten av Z-typ stals cirka tre timmar tidigare. Den huvudmisstänkte är en mrs Conroy, vars förflutna liv är något av ett mysterium, och som rör sig i diplomatiska kretsar. Poirot frågar ut Conroys hembiträde och gissar korrekt att hon skrek när Leonard Weardale smög en oväntad kyss från henne. Lady Weardale frågar Poirot om ärendet kan läggas ner om planerna lämnas tillbaka. Han går med på att det kan ordnas och hon lovar att de kommer inom tio minuter. Poirot påpekar att ritningarna måste ha tagits av Lord Alloway själv. Han har en teori om att Alloway utsattes för utpressning, med all sannolikhet av mrs Conroy, en utländsk agent. Han överlämnade falska kopior av ritningarna med lämpliga justeringar för att göra dem oanvändbara, och låtsades sedan att de hade blivit stulna. Samma dag som Lord Alloway blir premiärminister får Poirot en check och ett signerat fotografi tillägnat "min diskrete vän". Han får också höra att en främmande makt försökt bygga en egen version av ubåten, vilket misslyckats.

### The Third Floor Flat
Fyra ungdomar, två kvinnor och två män, återvänder efter en utekväll till en av kvinnorna – Patricia Garnett. När miss Garnett upptäcker att hon har tappat bort sin nyckel tar sig de två männen Donovan Bailey och Jimmy Faulkener upp genom kolhissen och släpper in kvinnorna. De räknar fel på våningarna och hamnar i lägenheten en våning nedanför, där de upptäcker att dess invånare mrs Ernestine Grant är död. Poirot som också bor i huset erbjuder sig att hjälpa till. Polisen kommer och berättar att mrs Grant blivit skjuten med en automatpistol fem timmar tidigare i köket. De har hittat en lapp från någon undertecknad "J.F.", pistolen som hon sköts med och en sidennäsduk som användes för att torka bort avtrycken från pistolen. Polisen ger sig av, men inspektören ger Poirot tillåtelse att inspektera lägenheten. Han åker ner dit med Donovan och Jimmy. Poirot använder etylklorid för att göra Donovan medvetslös. Han söker igenom Donovans fickor för att hitta den försvunna nyckeln, som Donovan hade tagit fram tidigare på kvällen, och ett brev som skickats till mrs Grant och som anlände med posten sent på kvällen. Brevet kommer från en advokatfirma som håller med om att äktenskapet mellan Donovan Bailey och Ernestine Grant åtta år tidigare i Schweiz var helt lagligt. Donovan ville gifta sig med Pat men hans tidigare äktenskap stoppade honom. Av en slump flyttade hans första fru in i samma kvarter som hans tilltänkta blivande fru och hotade att berätta för Patricia om deras giftermål. För att stoppa henne dödade Donovan henne tidigare på kvällen, men var tvungen att återvända för att hämta advokatens brev.

### Miniatyrmålningarna
På semester på norra Devons kust sitter Poirot och Hastings på bussen med en ung flicka som presenterar sig som Mary Durrant. Hon reser till Charlock Bay på uppdrag av sin moster för att ta med sig en värdefull uppsättning miniatyrer till en amerikansk samlare där vid namn J. Baker Wood. När bussen anländer till Charlock Bay berättar miss Durrant att hennes resväska har låsts upp på något sätt och att föremålen har stulits. Poirot ringer mr Wood, som berättar att han redan hade köpt miniatyrerna. Poirot och Hastings besöker mr Wood och Poirot uttrycker sin förvåning över varför tjuven tog sig tid att forcera låset till väskan medan han lämnade den i resväskan istället för att ta med sig innerväskan och öppna den i lugn och ro. Poirot drar slutsatsen att stölden var iscensatt av miss Durrant och hennes moster. Mr Wood skulle ha varit tvungen att lämna tillbaka miniatyrerna eftersom de officiellt var stöldgods och de två kvinnorna skulle ha haft hans femhundra pund och fortfarande haft miniatyrerna i sin ägo att sälja vidare.

### Tragedin i Market Basing
I den lilla landsortsstaden Market Basing ber den lokala konstapeln inspektör Japp om hjälp. Walter Protheroe, den tillbakadragne ägaren till en lokal stor herrgård, hittades död i sitt förfallna hus, förmodligen genom självmord. Japp, Poirot och Hastings beger sig till Leigh House som de blivit ombedda. Det avslöjas att Protheroe sköts genom huvudet och att hans pistol hölls i hans högra hand. Problemet var att kulan gick in bakom vänster öra och ett sådant skott var omöjligt. Poirot lägger märke till en näsduk som är gömd i Protheroes högra ärm, och även till hur frisk luften i rummet är trots det stängda fönstret och de många cigarettfimparna i askkoppen och gallret från eldstaden.
Ett par som hette Parker bodde i huset. Vid förhöret kommer en luffare fram och säger att han hört Protheroe och Parker gräla om pengar vid midnatt på dödsnatten, vilket antyder att fönstret hade varit öppet. Protheroes riktiga efternamn avslöjas som Wendover. Han hade varit inblandad i den förrädiska sänkningen av ett örlogsfartyg några år tidigare och Parker utpressade honom på grund av händelsen. Parker misstänks för att ha dödat Wendover och fått det att se ut som självmord och arresteras. Poirot kallar miss Clegg till värdshuset. Han antar att Wendover faktiskt tog livet av sig genom att hålla pistolen i sin vänstra hand. Clegg var den ende som visste att han var vänsterhänt, ett faktum som Poirot härledde från näsduken i höger ärm. Hon hittade hans kropp morgonen efter hans gräl med Parker och bestämde sig för att sätta dit honom som en mördare, flytta pistolen till Wendovers högra hand, stänga fönstret och låsa dörren.

### Wasp's Nest
På svenska under titeln Getingboet i En bra kväll för mord.
Poirot besöker sin vän John Harrison och berättar att han är på orten för att undersöka ett mord som ännu inte har begåtts. Sedan vänder han samtalet till ett getingbo i ett träd som han ser i närheten. En vän till Harrison, Claude Langton, planerar att förstöra boet genom att använda bensin som injiceras av en trädgårdsspruta. Poirot frågar: "Tycker du om Langton?" och de pratar om Harrisons förlovning med en flicka vid namn Molly Deane som tidigare varit förlovad med Langton. Poirot återvänder samma kväll och finner Langton på väg därifrån och boet fortfarande intakt. Poirot berättar för Harrison att han bytte cyaniden som Harrison hade i fickan mot lite tvättsoda när han besökte honom tidigare. Poirot bevittnade de tidiga tecknen på att Langtons romans med Molly Deane återupplivades och att Harrison lämnade en Harley Street-konsult efter att uppenbarligen ha fått dåliga nyheter. Harrison bekräftar att han har två månader kvar att leva. Poirot antog att Harrison planerade att begå självmord och få det att se ut som om Langton hade dödat honom, vilket säkerställde att hans rival skulle hängas för mord. Efter att ha insett och ångrat vad han skulle ha gjort, uttrycker Harrison sin tacksamhet för att Poirot har besökt och förstört hans planer.

### Damen med slöjan
En tungt beslöjad dam anländer till Poirots kontor och identifierar sig som Lady Millicent Castle Vaughan, vars förlovning med hertigen av Southshire nyligen tillkännagavs. Vid sexton års ålder skrev hon ett indiskret brev till en soldat. Brevet är nu i mr Lavingtons ägo, och han kräver tjugo tusen pund för att få tillbaka det. Hemma hos Lavington visade han henne brevet i en kinesisk pussellåda som han säger att han förvarar på en plats där hon aldrig kommer att hitta. Förklädd går Poirot till Lavingtons hus nästa dag och hittar lådan gömd i en ihålig stock, längst ner i en liten vedhög i köket. Nästa dag ringer Lady Millicent efter brevet. Hon insisterar också på att få pussellådan som en souvenir, men Poirot hindrar henne från att ta den. Sedan avslöjar han ett dolt fack i lådan som innehåller de sex saknade juvelerna från ett rån nyligen. Japp identifierar damen som "Gertie", en medbrottsling till Lavington, som dödades i Holland några dagar tidigare för sitt dubbelspel med sitt gäng om juvelerna.

### Problem at Sea
På en sjöresa till Egypten samtalar Poirot med sina medpassagerare. Två av dem är ett gift par, John och Adeline Clapperton; En annan, general Forbes, avfärdar ilsket Johns militära erfarenhet. Enligt honom hade John tidigare varit music hall-artist innan han gick in i det militära och hade skickats till ett sjukhus som drevs av Adeline efter att ha drabbats av en mindre skada. Adeline använde sina kontakter i societeten för att få ett jobb åt John på War Office och de två gifte sig senare. Poirot noterar att John utan att klaga står ut med Adelines krav på uppmärksamhet. Båten når Alexandria och många i sällskapet går i land. Adeline vägrar och ropar till John bakom sin låsta hyttdörr att hon har haft en dålig natt och vill bli lämnad ifred. När alla har återvänt senare öppnar Adeline inte sin dörr. En steward låser upp den och de hittar henne dödligt knivhuggen genom hjärtat, hennes pengar och smycken stulna. Samma kväll samlas de andra passagerarna i loungen på Poirots begäran. Poirot vänder sig till dem och packar upp en buktalardocka som talar och upprepar de ord som Adeline använder bakom den låsta hyttdörren till sin man. John hoppar upp från sin plats och kollapsar omedelbart, död av en hjärtattack orsakad av chock. Poirot förklarar att han tidigare hade sett John utföra korttrick, reflekterat över Forbes kommentarer om sin music hall-upplevelse och gissat att han kan ha varit en buktalare såväl som en trollkarl. John hade dödat sin fru, låst hytten och buktalat för att få det att se ut som om hon talade inifrån. En kvinnlig besättningsmedlem med en röst som liknade Adelines hade assisterat Poirot i hans demonstration, gömd bakom scenen och uttalade de repliker han gav henne. Poirot hade gissat att John hade ett hjärtfel efter att ha hittat ett recept på digoxin i Adelines väska och observerat att han uppvisade vidgade pupiller som en biverkning av dess användning.

### How Does Your Garden Grow?
Poirot får ett brev om hjälp från en äldre kvinna vid namn miss Amelia Barrowby, som dör fem dagar senare. Poirot går till huset och beundrar den välskötta trädgården med sina vårblommor och kanter av snäckor. Han träffar en ung rysk flicka vid namn Katrina Reiger, som talar kryptiskt om de pengar som med rätta är hennes. Hon blir avbruten av den döda kvinnans brorsdotter mrs Delafontaine och hennes man. Poirot intervjuar den lokala polisinspektören som berättar för honom att de nu vet att miss Barrowby dog av en dos stryknin, men problemet är att offret och hennes två familjemedlemmar alla åt samma måltid. Nästa dag kommer beskedet att större delen av egendomen har lämnats till Katrina, vilket ger ett motiv, och hon grips av polisen. Poirot besöker Rosebank och träffar mrs Delafontaine. Vid ytterdörren pekar han på den ofärdiga raden av skal och påpekar att det är ostronskal. Familjen Delafontaine matade miss Barrowby med förgiftade ostron och planterade skalen i trädgården för att gömma dem för Katrina och pigan. Mrs Delafontaine erkänner att hon och hennes man hade stulit pengar från hennes moster i många år och att de inte kunde låta godset gå till Katrina.

## Litterär betydelse och mottagande
Maurice Richardson i The Observer (22 september 1974) beskrev Hastings som "så dum ibland att han får Watson att se ut som Leibnitz", och avslutade: "Många härstammar från en tidig period innan hon fann sig själv som en Mystifierare, men alla förmedlar den unika Christie-euforin."
Robert Barnard: "En sen samling tidiga berättelser (de flesta från tjugotalet), som hade publicerats i USA men inte i Storbritannien. Detta kan tyda på kasserade marker från workshopen, men i själva verket är standarden här klart högre än berättelserna i Poirots små grå celler, som var de som Christie publicerade vid den tiden."

## Bearbetningar

### Tidig TV-pjäs
Wasp's Nest var den allra första Agatha Christie-berättelsen som anpassades för TV i en direktsändning som ägde rum den 18 juni 1937. Agatha Christie bearbetade den själv och sändningen begränsades till ett litet område i och runt London.

### Brittisk TV-serie
Alla berättelser i samlingen har anpassats för avsnitt i ITV-serien Agatha Christies Poirot med David Suchet i rollen som Poirot, Hugh Fraser som Hastings, Philip Jackson som kommissarie Japp och Pauline Moran som Miss Lemon. 

#### Säsong ett
- Kokerskans äventyr: Kommissarie Japp och miss Citron är med i berättelsen, även om de inte förekommer i novellen.

- Den kidnappade pojken: Bearbetningen har några ändringar. Miss Lemon är med i berättelsen även om hon inte förekommer i novellen. Kommissarie McNeil ersätts av den återkommande karaktären chefskommissarie Japp. Mr Waverly, inte hans fru, ber Poirot om hjälp. När Poirot löser fallet berättar Waverly för honom att Johnnie är med Jessie Withers, Tredwells brorsdotter, och inte hans gamla sköterska. Mr Waverly, Poirot och Hastings går hem till Jessie.

- The Third Floor Flat: Bearbetningen är trogen den ursprungliga novellen, förutom tillägget av kapten Hastings och miss Lemon och ersättandet av inspektör Rice med kommissarie Japp. Donovan Bailey försöker fly under Poirots upplösning och kraschar Hastings bil under rymningsförsöket när Hastings hoppar framför bilen.

- Problem at Sea: Bearbetningen är trogen originalberättelsen förutom att lägga till kapten Hastings i berättelsen och ersätta flygvärdinnan i Poirots upplösning med den lilla flickan Ismene.

- Klöver kung: Bearbetningen lägger till chefskommissarie Japp i berättelsen. Poirot och Hastings är på filminspelningen och där ber prins Paul Poirot om hjälp, till skillnad från i novellen där han ställer frågan i Poirots lägenhet. Valerie Saint Clair är skådespelerska, till skillnad från i novellen där hon är dansare, och hon och prins Paul är förlovade redan från början. Det nämns inget om ett besök hos en klärvoajant.

#### Säsong två
- Damen med slöjan: Bearbetningen lägger till miss Lemon till berättelsen. Poirot arresteras som inbrottstjuv och Hastings lyckas fly. Senare informerar han Japp om händelsen, som efteråt låter Poirot gå. Gertie har en medbrottsling som låtsas vara Lavington och Lavingtons riktiga namn är verkligen Lavington, inte Reed som det var i novellen.

- Den försvunna gruvan: Bearbetningen lägger till miss Lemon i berättelsen och ersätter kommissarie Miller med chefskommissarie Japp. Charles Lester har en fru som besöker Poirot, till skillnad från i novellen där fakta om hans status lämnas okänd. Pearsons plan har inte förändrats mycket jämfört med berättelsen. I filmatiseringen såg han aldrig Wu Ling, men i berättelsen såg han honom, men betedde sig som om han inte gjorde det. Poirot kallar också in Pearson i gruvan, till skillnad från i novellen där det var Pearson som ropade på Poirot.

- Mysteriet i Cornwall: Kommissarie Japp och miss Lemon kommer in i berättelsen. Mrs Pengelley vill att Poirot ska hjälpa henne, men är rädd för att gå till hans lägenhet. I bearbetningen använder Hastings de två männen på gatan för att se ut som om de är poliser i förklädnad för att skrämma Radnor, till skillnad från i novellen där det är Poirot som gör det. Den här historien utspelar sig i juli 1935, som man kan se i offrets kista.

- Miniatyrmålningarna: Chefskommissarie Japp och miss Lemon kommer in i berättelsen. Joseph Aarons dyker inte upp i filmatiseringen eftersom Poirot och Hastings åker till Windermere på semester efter att Poirot meddelat att han ska gå i pension (allt för att dölja det faktum att han faktiskt åker dit för att höra Japps presentation om brottsfallen). Norton Kane blir en berömd författare.

#### Säsong tre
- How Does Your Garden Grow?: Bearbetningen har några ändringar. Kapten Hastings kommer in i berättelsen. Kommissarie Simms har ersatts av chefskommissarie Japp. Poirot träffar miss Barroby på ett evenemang om den nya rosen. I den ursprungliga novellen fick han miss Barrobys brev långt efter hennes död och åkte sedan till hennes hus för att undersöka saken.

- Mordet på maskeradbalen: Miss Lemon kommer in i berättelsen. Poirot är på Segerbalen med Hastings och Japp, till skillnad från i den ursprungliga novellen, där han hörde talas om fallet från chefskommissarie Japp, eftersom han inte var på Segerbalen själv.

- Getingboet: Kapten Hastings, chefskommissarie Japp och miss Lemon är med i berättelsen. Grundpremissen för berättelsen är oförändrad, men den ursprungliga berättelsen bestod huvudsakligen av en öppen berättelse av Poirot och inkluderade att han mindes händelser från en tid sedan. Detta hade varit nästan omöjligt att dramatisera som det är. I avsnittet presenteras händelserna sekventiellt med många tillagda handlingselement och scener.

- De två ledtrådarna: Chefskommissarie Japp och miss Lemon kommer in i berättelsen. Grevinnan Rossakoff går inte till Poirots våning; istället är Poirot med henne hela tiden medan Hastings och miss Lemon undersöker fallet på egen hand. Poirot anlitar en privatdetektiv för att agera som en luffare i närheten av Hardmans hus för att lura Hastings och miss Lemon efter fel ledtråd. Under Poirots upplösning hittar Japp de försvunna juvelerna. Efteråt är Poirot på tågstationen där han vinkar av grevinnan.

- Plymouth-expressen: Miss Lemon kommer in i berättelsen. Gracie Kidd var inte med på tåget när mordet skedde. Red Narkys namn ändras till efternamnet MacKenzie.

#### Säsong fem
- Chokladasken: (Obs: Vissa scener spelades in i Bryssel.) Det finns små skillnader i TV-versionen av Chokladasken från novellen. Kapten Hastings är inte inblandad. Poirot och chefskommissarie Japp besöker Belgien för att Japp ska ta emot det prestigefyllda priset Branche d'Or. Fallet berättas i tillbakablickar och Poirot erkänner sitt misstag på ett cirkulärt sätt. Kemisten är belgaren Jean-Louis Ferraud. Virginie Mesnard gifter sig med honom och får två söner. Under utredningen kom Poirot och Virginie varandra nära. I slutet av avsnittet träffas Poirot och Virginie igen och han berättar för henne att Jean-Louis är mycket lyckligt lottad. Tillbakablicksåret är ändrat från 1893 till 1914.

Två av berättelserna i denna samling omarbetades av Agatha Christie med nya titlar och anpassades för TV under de nya titlarna, båda i säsong ett av Agatha Christies Poirot. The Submarine Plans utökades till The Incredible Theft. Tragedin i Market Basing omarbetades till Murder in the Mews. Delar av den återstående berättelsen Släktförbannelsen arbetades in i handlingen i Herkules storverk.

### Fransk TV-serie
Berättelsen Den kidnappade pojken bearbetades som det tolfte avsnittet av säsong 2 av den franska tv-serien Les Petits Meurtres d'Agatha Christie från 2016.

### Japansk animerad TV-serie
Två av berättelserna (Plymouth-expressen och Kokerskans äventyr) filmatiserades 2005 som avsnitt av den japanska animerade TV-serien Agatha Christie's Great Detectives Poirot and Marple.